# World Assembly of Muslim Youth
La World Assembly of Muslim Youth (Assemblea Mondiale dei Giovani Musulmani, WAMY) è un'organizzazione che fa parte della Lega mondiale islamica. La sua sede principale è a Jeddah, in Arabia Saudita, dove è stata fondata nel 1972; il suo obiettivo principale è quello di diffondere gli insegnamenti del vero Islam. La sede a Riyadh e la sua segreteria è gestita con la supervisione del Ministero degli Affari Islamici dell'Arabia Saudita. È una ONG accreditata presso le Nazioni Unite. Ha un settore umanitario: Al-Ber. Dispone di uffici in molti paesi e collabora con altre organizzazioni giovanili islamiche.
La sede di WAMY è a Riyadh. La sede della sezione americana di WAMY è a Falls Church.

## Obiettivi ed attività
I suoi obiettivi sono: conservare l'identità islamica dei giovani, insegnargli ad affrontare la modernità, educarli ad essere cittadini attivi ed a contribuire alla società, presentare ai non musulmani la forma più pura dell'Islam che abbracci tutti gli aspetti della vita, stabilire un dialogo ed incoraggiare la comprensione tra le organizzazioni musulmane e la società occidentale.
La WAMY organizza dei campi per i giovani, delle attività scout, dei seminari, dei pellegrinaggi e dei corsi di formazione per le altre organizzazioni giovanili islamiche. Pubblica scritti ed audiovisivi per presentare l'Islam ai non musulmani.
In linea di principio, è prevista una sezione per le ragazze.

## Controversie
Oltre ad essere considerato un organo di propaganda wahhabita, il WAMY è sospettato insieme ad altre ONG saudite dipendenti da FOCA1, di favorire il transito di fondi destinati alla lotta armata o al terrorismo sotto la copertura di aiuti umanitari.
I suoi testi per il proselitismo sono stati accusati di contenere documenti che incitano all'imperialismo islamico, all'odio ed al jihād armato.
Nell'ottobre 2003 è stata organizzata una visita nei locali della Società della Carità di Jenin, affiliata a Hamas, successivamente il WAMY ha inviato una richiesta a diverse proprie sedi nel mondo, per chiedere di sostenere la Fondazione per la Carità Al-Aqsa allora oggetto di un'inchiesta giudiziaria in Germania, sostenendo che si limitava all'aiuto ai bisognosi.
Tuttavia, sono stati sequestrati molti documenti che hanno indicato il contrario. Al-Aqsa è stata registrata come organizzazione terroristica negli Stati Uniti, la banca d'Inghilterra ha congelato i suoi fondi ed il suo ufficio principale in Germania è stato chiuso .
La sezione americana, che si trova in Virginia è sotto inchiesta fin dal 1996. L'FBI se ne è interessata di nuovo dopo l'11 settembre, perché questa filiale è stata fondata da Kamal Helwabi, vecchio membro dei Fratelli Musulmani e da Abdullah Awad-bin Laden, nipote di Osama, che rimase presidente fino agli attentati .
Nel maggio 2004 i locali dell'associazione sono stati perquisiti nell'ambito di un'inchiesta sui finanziamenti degli enti di beneficenza sauditi.
Non è stato trovato niente che permettesse di incolpare l'organizzazione per finanziamento del terrorismo.